# Mierzwica
Mierzwica (ukr. Мервичі) – wieś na Ukrainie, w rejonie lwowskim (wcześniej w rejonie żółkiewskim) obwodu lwowskiego. Wieś liczy około 1200 mieszkańców.
Znajduje się tu stacja kolejowa Kulików, położona na linii Lwów – Rawa Ruska – Hrebenne.

## Historia
W I Rzeczypospolitej wieś była królewszczyzną.
W II Rzeczypospolitej do 1934 samodzielna gmina jednostkowa. Następnie należała do zbiorowej wiejskiej gminy Nadycze w powiecie żółkiewski w woj. lwowskim. Po wojnie wieś weszła w struktury administracyjne Związku Radzieckiego.

## Starostowie mierzwiccy
- Kazimierz Piaseczyński, starosta mławski
- Jan Sobieski
- Wiktoryn Sobieski, syn Barbary z Kuropatnickich, 1 v. Marcjanowa Grabiańczyna
- Adam Mięcyński
- Paweł Starzyński